# Jet Lag: The Game
A Jet Lag: The Game című amerikai utazási tematikájú vetélkedősorozatot 2024 szeptemberéig több mint 1 millió órán át nézték a Nebulán, és YouTube-csatornájára 726 000-nél is többen iratkoztak fel.

## Háttér
A Jet Laget a Wendover Productions alapítója és a Nebula tartalomért felelős vezetője, Sam Denby hozta létre Adam Chase és Ben Doyle írókkal, akik szintén minden évadban versenyeznek. Az első évad 2022 májusában jelent meg.  
A Jet Lag formátumát részben egy korábbi Wendover-show, a Crime Spree alapján fejlesztette ki, amelyben Chase és Doyle üldözte Denbyt, miközben különböző, furcsa törvényeket próbált megszegni az Egyesült Államokban.  Denby a The Amazing Race-t is említette inspirációként, Doyle pedig egy Redditen jegyzett kommentben  azt írja, a Crime Spree kitalálását az előzte meg, hogy Denby megkérte őt és Chase-t, álljanak elő olyan Half as Interesting-tartalommal, melyet Nebula Exklúzívként tehetnének közzé.
A műsor elsősorban a Nebulán való streamelésre készült, amelynek fizető előfizetői támogatják a költséges sorozat videónkénti költségvetését. Az epizódok először a Nebulán, majd egy héttel később a YouTube-on jelennek meg.

## Formátum
Minden szezonban a földrajzi területre és az ott elérhető szállítási módokra egyedi játékstruktúra jellemző.  Az első szezonban a csapatoknak az Egyesült Államok államaiba kellett utazniuk, hogy megszerezzék az amőba stílusú sort vagy oszlopot, 4 állam segítségével. A későbbi évadokban a versenyzők körbejárták a Földet, fogócskáztak Nyugat-Európában, Új-Zéland legészakibb pontjából versenyeztek a legdélebiig, és Japán egyre nagyobb részein versenyeztek zászlók megszerzéséért. 
A játékosoknak kihívásokat kell teljesíteniük, hogy érméket (illetve az első két évadban pénzt) szerezzenek, amelyek lehetővé teszik az utazás folytatását, valamint a későbbi szezonokban olyan teljesítmények vásárlását, mint az átkok.  Visszatérő gag az egyes évadok során, hogy Doyle többször is részeg lesz egy-egy kihívás részeként. 
Chase, Denby és Doyle mellett gyakran csatlakozik egy másik oktatóvideó-készítő is; Chase és Doyle egy csapatban versenyeznek, míg Denby szövetkezik a vendéggel. A vendégek között volt Toby Hendy (Tibees), Brian McManus (Real Engineering) és Scotty Allen (Strange Parts).

## The Snack Zone
A The Snack Zone (magyarul: A nasi zóna) egy, az ötödik évad óta állandó szegmense az epizódoknak. Az ötödik évad második részében Doyle és Chase hívták életre, amikortól kezdve az adott földrajzi helyre jellemző "legjobb és legrosszabb nassolnivalókat" próbálják ki. A hatodik évadban Denby és partnere, Allen japán nassolnivalókat próbáltak ki, ám ekkor a szegmenst Choo choo chew-nak nevezték el, amely név egy angol névjáték a choo choo, vonatkürtöt utánzó hangutánzó szóval, valamint a chew igével, mely magyarul rágást jelent. 

## The Getaway
A Nebula vezérigazgatója, Dave Wiskus 2024. márciusában jelentette be, hogy az év során több más nagy projekttel egyetemben egy reality versenysorozatot készítenek a Jet Lag: The Game alkotói, The Getaway címmel.   A sorozat 2024. július 10-én jelent meg. 
A sorozatban 6 Nebula tartalomgyártó azt a feladatot kapja, hogy 10.000 dollárt kézbesítsen az amerikai vadnyugaton, úgy, hogy a csapat egyik tagja egy szabotőr. A valóságban mint a 6 játékos azért küzd, hogy az összeg ne érjen célba.

## The Layover
A The Layover egy Nebula-exklúzív podcast, amelyben az aktuális évad versenyzői beszélgetnek az aktuális epizódról. Az évadok megjelenése közötti időszakban kétheti rendszerességgel jelennek meg új részek, ilyenkor Denby, Doyle és Chase különböző, a műsorhoz köthető játékot játszanak, vagy a soronkövetkező évadról beszélnek. 

## Forgatás
Denby szerint a forgatási helyszíneket az "erős, gyakori megbízható vagy félig megbízható tömegközlekedés" elérhetősége alapján választják ki; míg a korábbi szezonok részben vagy teljesen autók használatával zajlottak, a csapat úgy érezte, hiányzik belőlük a tömegközlekedés stratégiai intrikája. 
A Jet Lag felvétele iPhone 13 Pro telefonok és Røde lavalier mikrofonokkal történik, amely konfiguráció Denby szerint lehetővé teszi a versenytársak számára, hogy a filmezés helyett a tartalom létrehozására összpontosítsanak. 
Annak érdekében, hogy kezelje a műsorban a légi közlekedés által okozott éghajlati hatásokat, a Wendover Gold Standard szén-dioxid-kompenzációt vásárol a műsor becsült kibocsátásának tízszeresének értékében. „Az indulástól fogva tudtuk, hogy némi kritikát fogunk kapni az egyértelműen kissé komolytalan utazás miatt.” - mondta Denby. 

## Fogadtatás
A műsort a 13. Streamy Awards vágási kategóriájában jelölték. 

## Évadok
A Jet Lag: The Game jelenleg 12 évaddal büszkélkedhet.
| Évad | Cím                                           | Magyar cím                   | Leírás | Epizódok száma | Első rész megjelenése (YouTube) | Utolsó rész megjelenése (YouTube) | Helyszín                  | Vendégszereplő |
| ---- | --------------------------------------------- | ---------------------------- | --- | -------------- | ------------------------------- | --------------------------------- | ------------------------- | -------------- |
| 1.   | Connect Four Across America                   | Amőba az Egyesült Államokban | 4 amerikai államban kell elvégezni egy kihúzott feladatot, melyek összekapcsolhatóak egy pontosan vízszintes vagy függőleges vonallal. | 3              | 2022. május 25.                 | 2022. június 9.                   | Amerikai Egyesült Államok | Brian McManus  |
| 2.   | Race to Circumnavigate the Globe in 100 hours | 100 óra alatt a Föld körül   | Repülőjáratok segítségével kell megkerülni a Földet 100 óra alatt. A játékosok feladatok elvégzésével juthatnak büdzséhez, mellyel utukat folytathatják. | 5              | 2022. június 29.                | 2022. augusztus 3.                | Föld                      | Joseph Pisenti |
| 3.   | Tag EUR IT                                    | Fogócska Európában           | 2 fogó, 1 menekülő: a három játékosnak egy adott, Európában található ponthoz kell eljutniuk, ám a másik 2 játékos folyton a nyomában van. Amikor a menekülőt elkapják, ő maga válik fogóvá, míg az eddigi egyik fogó menekül.                                                                | 7              | 2022. szeptember 7.             | 2022. október 19.                 | Európa                    | -              |
| 4.   | Battle 4 America                              | Harc Amerikáért              | A lehető legtöbb amerikai államban kell elvégezni egy választott feladatot. Amelyik csapat 100 óra után a legtöbb államban végzett el egy feladatot, győz. | 5              | 2022. december 7.               | 2023. január 11.                  | Amerikai Egyesült Államok | Brian McManus  |
| 5.   | Race to the End of the World                  | Verseny a világ végére       | Új-Zéland legészakabbi pontjától a legdélebiig kell eljutni az ország autópálya-rendszerét társasjáték-táblaként használva: a versenyzők útják különböző akadályok, feladatok állják. | 8              | 2023. március 1.                | 2023. április 19.                 | Új-Zéland                 | Toby Hendy     |
| 6.   | Capture the Flag Across Japan                 | Szerezd meg a zászlót: Japán | Japán egyre nagyobb területén kell egy jelképes zászlót megszerezni, majd Tokióba juttatni, azonban a másik csapat 2 tagja bármikor elkaphatja őket. | 7              | 2023. május 31.                 | 2023. július 12.                  | Japán                     | Scotty Allen   |
| 7.   | Tag EUR IT 2                                  | Fogócska Európában 2         | 2 fogó, 1 menekülő: a három játékosnak egy adott, Európában található ponthoz kell eljutniuk, ám a másik 2 játékos folyton a nyomában van. Amikor a menekülőt elkapják, ő maga válik fogóvá, míg az eddigi egyik fogó menekül.                                                                | 6              | 2023. szeptember 6.             | 2023. október 11.                 | Európa                    | -              |
| 8.   | Arctic Escape                                 | Menekülés a Sarkkörről       | A 2 csapat célja, hogy a lehető leghamarabb eljusson a szárazföldi Egyesült Államok legészakabbi pontjáról (Utqiaġvik, Alaszka) a legdélebbiig. (Key West, Florida) | 6              | 2023. december 13.              | 2024. január 24.                  | Amerikai Egyesült Államok | Michelle Khare |
| 9.   | Hide + Seek Across Switzerland                | Bújócska Svájcban            | 2 hunyó, 1 bújó: a bújó célja, hogy két és fél órán belül elbújjon Svájcon belül úgy, hogy a fogók a lehető leglassabban találják meg. A hunyók kérdések feltételével könnyíthetnek helyzetükön, míg az így szerzett érmékkel a bújó lassíthatja őket.                                        | 5              | 2024. március 6.                | 2024. április 3.                  | Svájc                     | -              |
| 10.  | Au$tralia                                     | Ausztrália: Pénzvadászat     | A 2 csapat célja az, hogy 4 nap játék után Ausztrália minél több régióját birtokolják, melyeket szabadon választott összegért vehetnek meg, vagy lophatnak el a másik csapattól. Az ehhez szükséges pénzösszeget olyan feladatok során szerzik meg, melyben saját büdzséjüket teszik kockára. | 6              | 2024. május 22.                 | 2024. június 26.                  | Ausztrália                | Toby Hendy     |
| 11.  | Tag EUR IT 3                                  | Fogócska Európában 3         | 2 fogó, 1 menekülő: a három játékosnak egy adott, Európában található ponthoz kell eljutniuk, ám a másik 2 játékos folyton a nyomában van. Amikor a menekülőt elkapják, ő maga válik fogóvá, míg az eddigi egyik fogó menekül.                                                                | 6              | 2024. augusztus 28.             | 2024. október 2.                  | Olaszország               | -              |
| 12.  | Hide + Seek Across Japan                      | Bújócska Japánban            | 2 hunyó, 1 bújó: a bújó célja, hogy három és fél órán belül elbújjon Japánon belül úgy, hogy a fogók a lehető leglassabban találják meg. A hunyók kérdések feltételével könnyíthetnek helyzetükön, míg az így szerzett lapokkal a bújó lassíthatja őket, vagy szerezhet magának plusz időt.   | 7              | 2024. december 11.              | 2025. január 22.                  | Japán                     | -              |
| 13.  | Schengen Showdown                             | Harc Európáért               | A 2 csapat a Schengeni-zóna országaiért küzd 6 napon át. Minden országot az abba való belépéssel lehet megszerezni, de a tulajdonjoga addig változhat, míg az egyik csapat el nem végzi az adott országhoz tartozó feladatot.                                                                 | Ismeretlen     | 2025. március 12.               | Ismeretlen                        | Schengeni övezet          | Tom Scott      |

## Fordítás
Ez a szócikk részben vagy egészben  a   Jet Lag: The Game című angol Wikipédia-szócikk ezen változatának fordításán alapul.  Az eredeti cikk szerkesztőit annak laptörténete sorolja fel. Ez a jelzés csupán a megfogalmazás eredetét és a szerzői jogokat jelzi, nem szolgál a cikkben szereplő információk forrásmegjelöléseként.